# Melanephia nigrescens
Melanephia nigrescens là một loài bướm đêm trong họ Noctuidae.